# ایران‌دخت (هفته‌نامه)

## خط‌مشی ایران‌دخت
این هفته‌نامه را گروهی از روزنامه‌نگاران اصلاح‌طلب که در مجلهٔ شهروند امروز فعّالیت می‌کردند، منتشر نمودند. به همین دلیل، خط‌مشی ایران‌دخت شباهت زیادی با سیاست‌های آن مجله داشت.
در این هفته‌نامه همانند مجلهٔ شهروند امروز یادداشت‌ها، نقدها، گفت‌وگوها و گزارش‌های متعددی در زمینهٔ سیاست، اقتصاد، جامعه و فرهنگ منتشر می‌شد.
محمد قوچانی در اوّلین شمارهٔ ایران‌دخت ضمن تأکید بر مفهوم مدرنیته می‌نویسد: «ایران‌دخت می‌خواهد تجربه‌ای تازه از پیوند همهٔ اجزای زندگی مدرن باشد.»
این نشریه سه بخش داشت. محمد قوچانی هدف از بخش اوّل ایران‌دخت را مدرن ساختن ابعاد مختلف زندگی مخاطبان از نوع لباس، مد، خوراک و اخلاق فردی تا کتاب، فیلم، موزیک و رسانه می‌داند. او در سرمقالهٔ شمارهٔ یک دورهٔ جدید تحت عنوان «این یک مجلهٔ سیاسی نیست.» می‌نویسد: «قصد ما در این بخش، اطلاع‌رسانی و سرگرمی است. ایران‌دخت هرگز پرداختن به لایه‌های ملموس زندگی را سطحی و نشانهٔ زرد بودن قلمداد نمی‌کند. سیاست مدرن برای انسان مدرن آمده‌ است و انسان مدرن فردی است خوش‌پوش، خوش‌خوراک، خوش‌خلق و بافرهنگ.»
بخش دوم مجله که به نام و سرفصل «جهان زنان» منتشر می‌شد، بیشتر به مباحث سیاسی، اجتماعی، فرهنگی مربوط به زنان، با تأکید بر مفهوم زن مدرن، می‌پرداخت. قوچانی در رد این ادّعا که این بخش فمنیستی است، این‌گونه استدلال می‌کند: «بخش جهان زنان برخلاف نام خود، اصلاً مجله‌ای فمنیستی نیست. نگاه جهان زنان نه تنها به تلخی‌های حیات زنان که نگاه به کامیابی‌ها و زیبایی‌های این نیمهٔ جامعه‌ است. همکاران ایران‌دخت در جهان زنان می‌کوشند ضمن تلاش برای طرح موضوعاتی جهت احقاق حقوق زنان، توجّه به مبانی فقهی و نظری مسائل زنان و مشارکت آنان در عرصهٔ عمومی را نشان دهند. جهان زنان برخلاف نامش تلاش برای پیوند زدن میان زن مدرن با زندگی مدرن است.»
بخش سوم ایران دخت حاوی رپورتاژ آگهی دربارهٔ کالاها و خدمات مختلف بود. از تبلیغ رستوران‌های مختلف گرفته تا لپ‌تاپ، اتومبیل و محصولات مربوط به تکنولوژی آشپزخانه.

## تحریریه ایران‌دخت
هفته‌نامه ایران‌دخت با صاحب امتیازی و مدیر مسئولی فاطمه کروبی، همسر مهدی کروبی و محمدحسین کروبی، فرزند مهدی کروبی از رهبران جنبش سبز و با سردبیری محمد قوچانی از دستگیرشدگان پس از انتخابات ریاست جمهوری ۱۳۸۸، منتشر می‌شد. اغلب دبیران و خبرنگاران این مجله با هفته‌نامه شهروند امروز یکی بودند.
- دبیران: اکبر منتجبی، سرگه بارسقیان، رضا خجسته رحیمی، حسین یاغچی، مریم شبانی، هادی خسروشاهین، محمد طاهری، فرید مدرسی، محمد رهبر، مریم باقی، مهدی یزدانی خرم، کاوه فیض اللهی، محسن آزرم، کاوه شجاعی، پوریا عالمی، مهدی صارمی‌فر و مجید رئوفی.
- خبرنگاران: احسان ابطحی، علی ملیحی، فرزانه آئینی، علیرضا غلامی، گلاویژ نادری، کریم نیکونظر، آرش نصیری، نوید غضنفری، رضا طهماسبی، ابوذر باقی، فرزانه سالمی، کیوان فیض اللهی، دلارام عظیمی و امیلی امرائی.

## علّت توقیف ایران‌دخت
هیأت نظارت بر مطبوعات ۱۰ اسفند ۱۳۸۸ پروانهٔ مجله ایران‌دخت را به دلیل فقدان «پای‌بندی و التزام عملی به قانون اساسی» لغو کرد.

## حمله به دفتر ایران‌دخت
مأموران امنیتی ظهر روز دوشنبه، هفتم دی ۱۳۸۸ و تنها چند روز بعد از درگذشت آیت‌اللّٰه حسینعلی منتظری به دفتر مجلهٔ ایران‌دخت حمله و آرشیو مطالب، کیس کامپیوتر و مدارک موجود را ضبط کردند.
علّت حملهٔ مأموران امنیتی به این نشریه، تجسس برای یافتن اسناد و مدارکی علیه عمادالدین باقی بوده‌است.